# Insegnamento di Ankhsheshonq

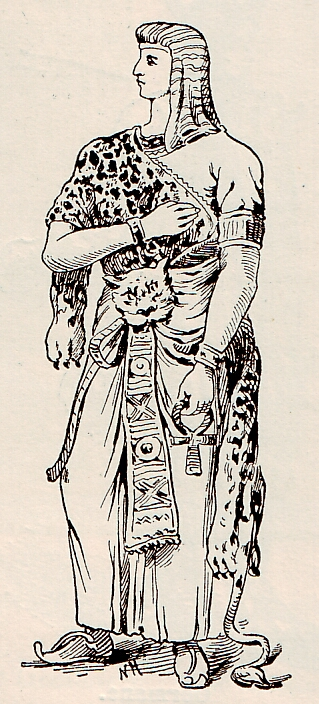
Un sacerdote egizio. Illustrazione da Das-Kürschner-Handwerk. Eine gewerbliche Monographie 1 di Paul Larisch e Joseph Schmid (1902)

L'Insegnamento di Ankhsheshonq (o Ankhsheshonqy) è un antico papiro egizio provvisoriamente datato all'epoca tolemaica (forse intorno al 50 a.C.), benché la materia potrebbe essere più antica. Il documento fu acquistato dal British Museum nel 1896 (papiro 10508); è scritto in demotico, la scrittura tarda e corsiva degli antichi geroglifici, e consta di una parte narrativa e di una serie di massime su svariati argomenti, in uno stile pragmatico e umoristico. È lungo 28 pagine, di cui le prime due e le ultime quattro piuttosto danneggiate.  

## Autore e trama
Il testo fu probabilmente composto da uno scriba anonimo, ma le massime sono calate in un contesto storico e attribuite a un sacerdote di Ra, originario di Eliopoli, di nome Ankhsheshonq.   
Nella narrazione, Ankhsheshonq si reca a Menfi per rendere visita a Horsaset, capo dei medici del faraone e suo vecchio amico, che lo invita a fermarsi da lui. Horsaset gli rivela di star complottando, insieme ad altri, contro la vita del sovrano. Ankhsheshonq cerca di dissuaderlo, ma un servo che ha origliato la conversazione corre a informare il faraone. Horsaset e i suoi complici sono condannati a morte e anche il protagonista, benché sia solo un testimone involontario, viene imprigionato. In carcere, Ankhsheshonq ha tempo per meditare e comporre le massime di saggezza che destina all'educazione del figlio.  